# Ходинська трагедія
Ходи́нська траге́дія — масова тиснява, що відбулась на Ходинському полі в Москві 18 (30 травня) 1896 року, під час якої, за офіційними даними, постраждало 2690 осіб, з них 1389 загинуло.
Тиснява сталася під час великих святкувань з нагоди коронації Миколи ІІ. На Ходинському полі влада Москви організувала роздачу подарунків для простолюдинів, але завелика кількість охочих їх отримати, в купі з поганим ландшафтом, призвели до надмірного скупчення людей і їх масової загибелі внаслідок задухи, затоптування та інших причин.
Подія сильно зіпсувала репутацію московської влади та Миколи ІІ і в підсумку стала однією з підстав Російської революції 1917 року.

## Передумови

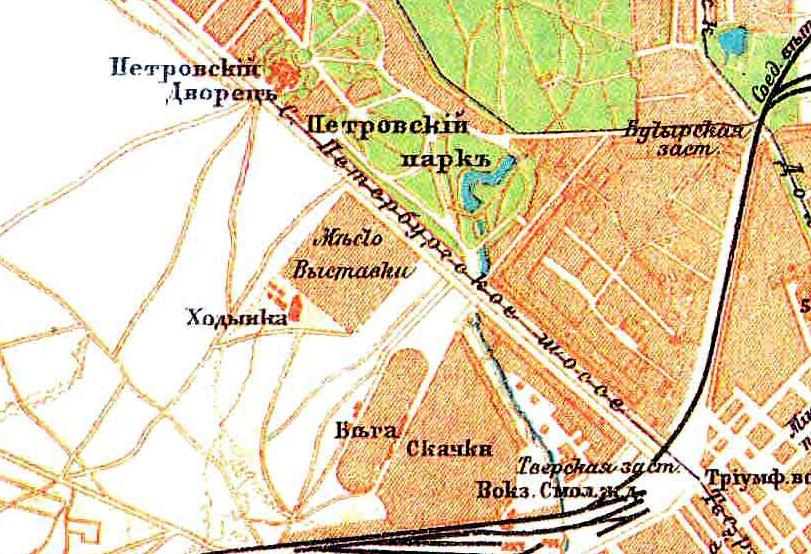
Ходинка на карті Москви 1895 року

14 (26 травня) 1896 року в Успенському соборі Московського кремля був коронований останній російський імператор — Микола ІІ. Це відбулося через півтора роки після фактичного прийняття влади і святкування готувалося з великим розмахом. На організацію було виділено 100 млн рублів. Керували підготовкою обер-поліцмейстер Москви Олександр Олександрович Власовський та градоначальник Москви, великий князь Сергій Олександрович Романов (дядько Миколи II).
На честь коронації відбулася амністія багатьох злочинців, пробачення боргів, і оголосили 3 вихідних дні. В Москві були організовані урочистості для вищих прошарків суспільства: банкети, бали, концерти, прийоми; а також розваги й роздача продуктових пайків для простого люду. До складу подарунку входило пів фунта ковбаси, сайка, трохи цукерок, горішки й пряники, а також емальована кружка. Місцем роздачі пайків було обрано Ходинське поле (Ходинка) на околицях Москви, що слугувало полігоном для московського гарнізону. Площа підготованого для святкування майданчика складала лише 1 км2 при тому, що планувалося роздати подарунки для 400 тис. осіб.
Через військове призначення на полі було багато ровів та ям, це і стало однією з причин таких значних жертв. Також вплинуло погане розташування наметів, де роздавали подарунки: вони всі стояли в одному місці, що сприяло тисняві. Попри небезпечність території, організатори знехтували загрозою і не зробили ніяких запобіжних дій.

## Подія

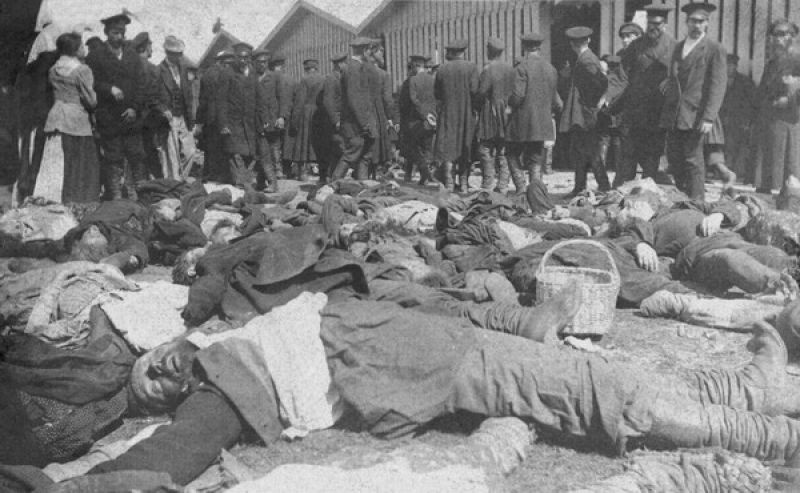
Жертви тисняви

Чутки про можливість отримати дармові продукти пішли усією Московською губернією, і до Москви пошкандибали мешканці навколишніх сіл та містечок. Стали ширитися чутки, що там роздаватимуть чаші з золотом і сріблом. Селяни Московщини вирішили, що на святкуванні їм подарують коня та корову. Розуміючи, що подарунків на всіх не вистачить, москвичі вирішили піти на поле вночі перед розданням, аби на ранок опинитись у перших рядах. Роздачу планувалося почати о 10 ранку та завершити до 14 дня, проте люди стали вимагати подарунків раніше.
Тиснява була неймовірна, і перші жертви вже були з третьої години ночі, найближчих до краю поля мерців витягували солдати, а ті, що помирали всередині натовпу, продовжували «стояти» не маючи можливості навіть впасти. Довкола чулися крики та стогони, і по місту повезли перші трупи. Проте, люди не хотіли розходитись, бажаючи отримати свій пайок, водночас не переймаючись за свою безпеку. Жертвам сприяла тепла безвітряна погода і темна безмісячна ніч. 1800 поліцейських не могли перешкодити тисняві і лише спостерігали за її зростанням.
На п'яту годину ранку на полі зібралось вже понад півмільйона осіб. Зважаючи на це, ухвалили рішення розпочати роздання подарунків. У натовпі ширилися чутки, що вони дістануться лише найближчим і люди кинулися до місць роздання. Тих, хто падали, затоптували в землю, інші загинули, потрапивши в ями чи колодязі.
Дехто, намагаючись врятуватися, билися та кусалися. Багатші пропонували винагороду за вихід із натовпу. Частина потерпілих зазнали психічних травм і, навіть зумівши втекти, помирали в околицях Москви, куди несвідомо зайшли.
Зрозумівши, що їх можуть затоптати, артільщики, що роздавали подарунки, взялися їх кидати в натовп, що призвело до ще більшого хаосу. Під ранок надійшли додаткові війська, які зуміли розігнати натовп. За різними даними загинуло від 1300 до 1900 осіб. Допомагаючи розчистити площу від трупів, уцілілі люди скидали на купи померлих разом з непритомними, що призвело до смерті останніх від задухи під вагою решти тіл.

## Реакції
Микола ІІ дізнався про початок трагедії близько 10:30, але вирішив продовжити святкування. Солдати терміново почали вивозити трупи з поля, аби встигнути до прибуття царя. На полі відбувся концерт під керівництвом Сафронова, о 14-й годині прибув сам імператор і прийняв парад. Незважаючи на прохання скасувати святкування, Микола ІІ поїхав на бал, який відкрив разом з графинею Монтебелло. Потім він виділив 90 тис. рублів на компенсації родинам загиблих. Поранені отримали пляшки портвейну та мадери. Святкування в Москві продовжувалися до 26 травня. Трупи тих, хто провалилися в колодязі, виймали впродовж 3-х тижнів. Через кілька місяців, напередодні 1897 року, цар записав у своєму щоденнику: «Дай Бог, щоб наступний 1897 рік пройшов так само благополучно, як цей».
За свою бездушну поведінку Микола ІІ отримав прізвисько «Кривавий», а князь Сергій Олександрович, генерал-губернатор Москви — «князь Ходинський», якому проте проголосили подяку «за зразкову підготовку та проведення урочистостей».
Громадськість покладала вину на чиновників, які погано організували святкування. Виникли також чутки, що смертельну тисняву влаштували зумисне. Її сприйняли як ознаку майбутнього поганого завершення царювання Миколи II.
Офіційно винними у трагедії визнали московського обер-поліцмейстера Олександра Власовського та його помічника, яких звільнили з посад.
Сергій Вітте вважав трагедію на Ходинському полі першою подією, що призвела до Російської революції.

## У мистецтві
Костянтин Бельмонт у вірші «Наш цар» (рос. Наш царь, 1907) передбачав:
|  | Хто почав царювати — Ходинкою, Той скінчить — вставши на ешафот. Оригінальний текст (рос.) Кто начал царствовать — Ходынкой, Тот кончит — встав на эшафот. |

Лев Толстой писав про цю подію оповідання «Ходинка» (рос. Ходынка, 1910), проте лишився незадоволений ним і не завершив твір.
Ходинська трагедія описана в романі Бориса Акуніна «Коронація, або Останній з Романів» (1999).

## Галерея

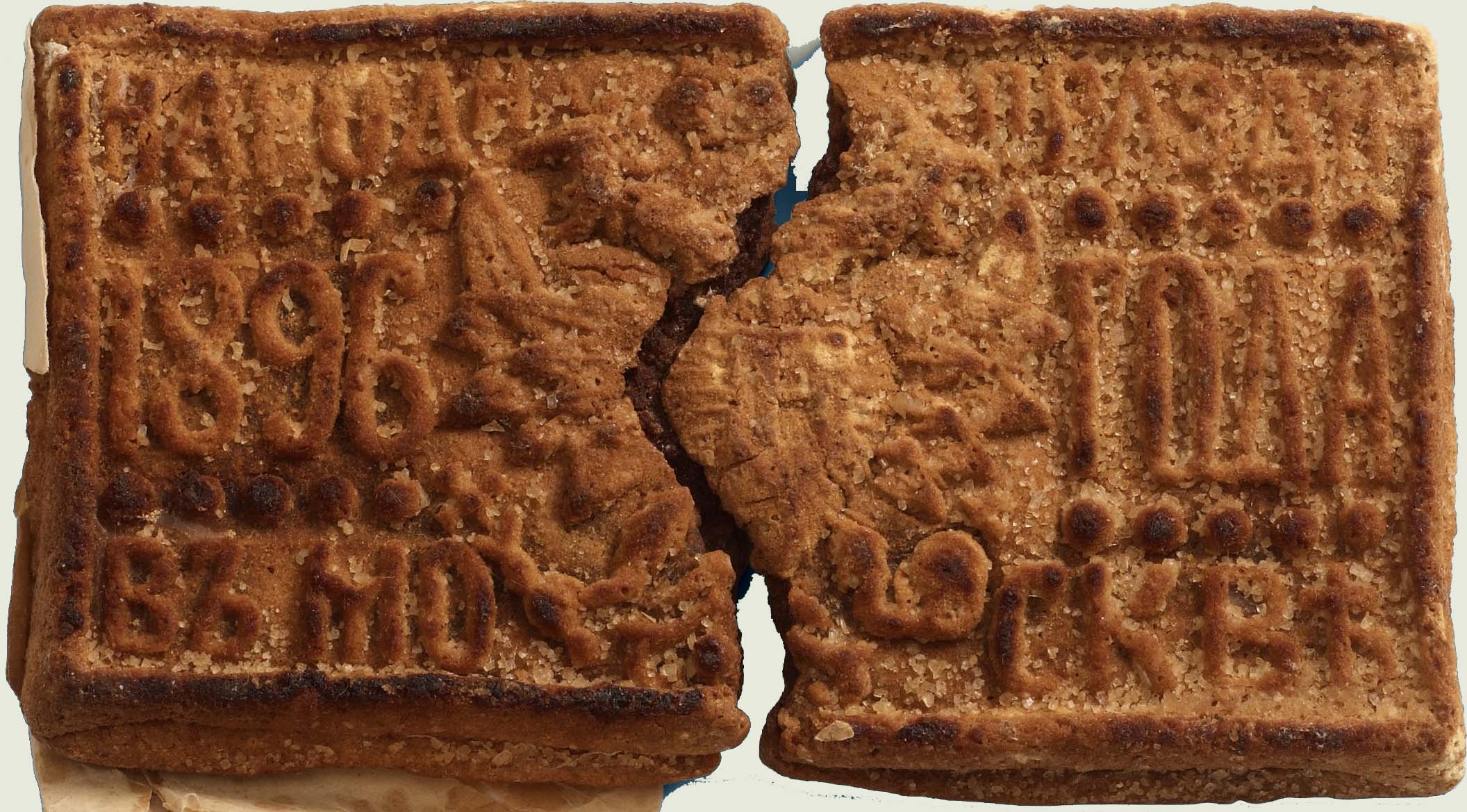
Бісквіт з урочистостей 1896 року
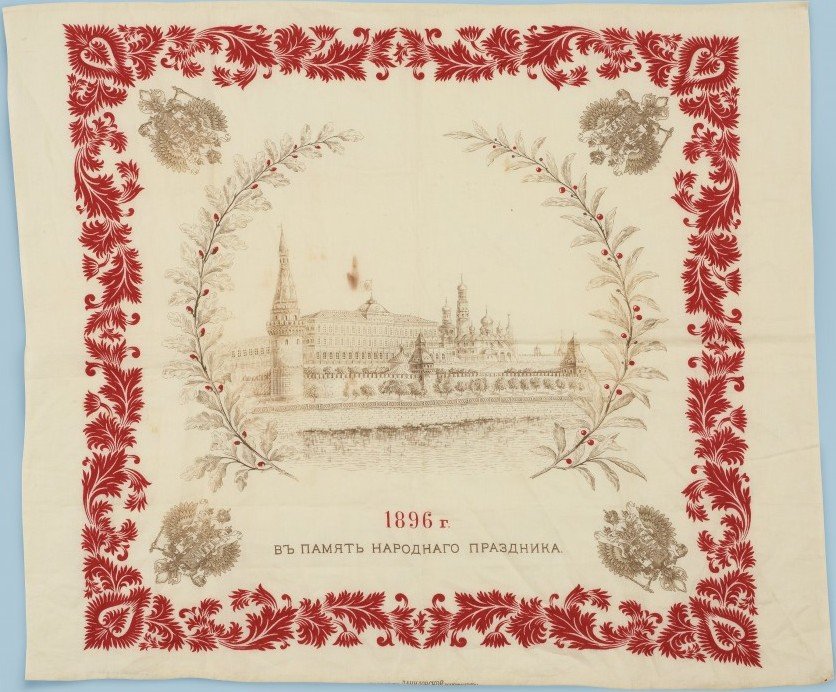
Пам'ятний подарунковий рушник до коронації імператора Миколи II
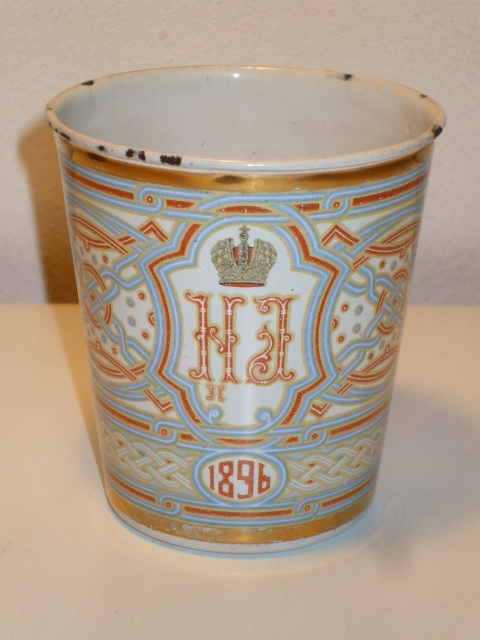
Емальована кружка
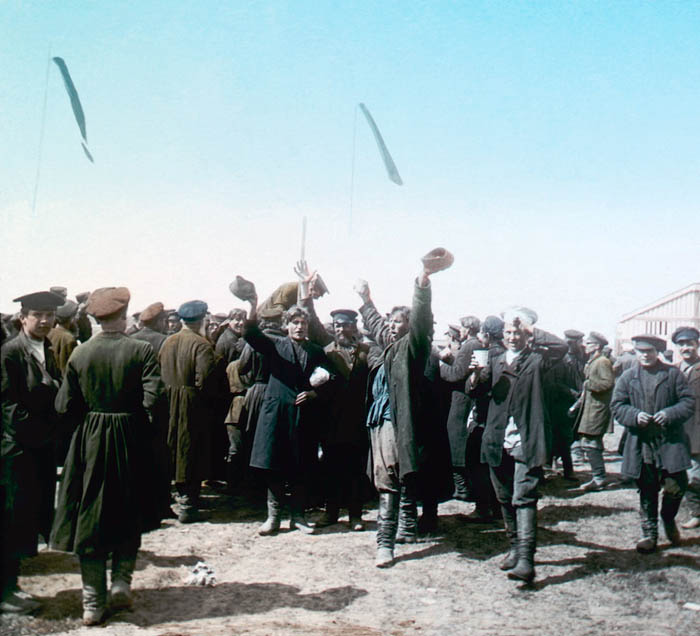
Святкування на Ходинському полі
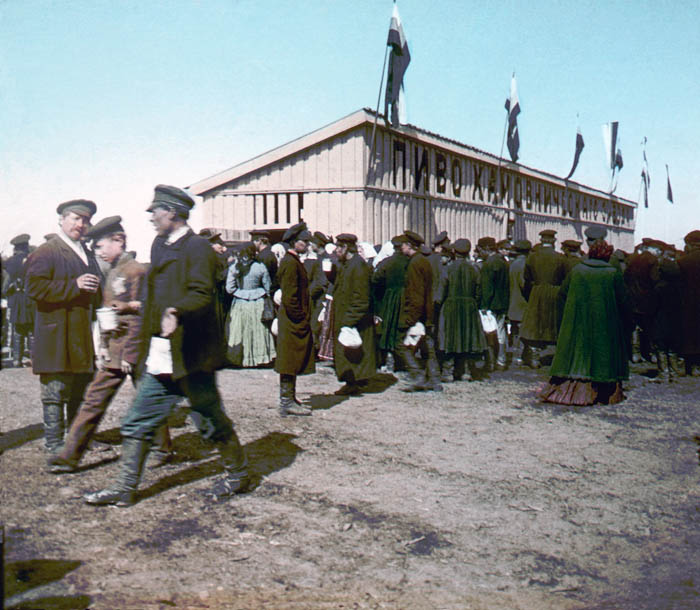
Святкування на Ходинському полі: роздача пива